# Философема
Философема (греч. φιλοσόφημα, силлогизм у Аристотеля) — философский вопрос или исследование, мудрое изречение, мнение.
Термин использовался в философской литературе для обозначения основного положения, философской идеи, лежащей в основе какого-либо учения. Например, Струве называет основной философемой социализма положение о коренной зависимости добра и зла в человеке от внешних условий.
Иногда философема противопоставляется мифологеме как более раннему способу осмысления действительности, тогда под мифологемой понимается понятие мистико-символического характера. Такое противопоставление употреблял, в частности, Николай Бердяев.
Со временем философемой стали называть короткую фразу, утверждение, введённое каким-либо философом и ассоциирующуюся с его учением, или, в более широком смысле, любую крылатую фразу, имеющую философский подтекст, иногда даже простонародную.
Философемой также называют художественный образ, имеющий глубокий символический смысл и неоднозначную интерпретацию.